# 井上正広
井上 正広（いのうえ まさひろ、明和9年9月22日（1772年10月18日） - 寛政12年7月4日（1800年8月23日））は、江戸時代後期の大名。常陸下妻藩の第6代藩主。第5代藩主・井上正棠の長男。正室は仙石政辰の娘。官位は従五位下、遠江守、越前守。
幼名は一三郎。天明7年（1787年）3月、世子となる。寛政元年（1789年）3月14日、父の隠居により跡を継ぐ。寛政12年（1800年）7月4日に死去し、跡を弟の正建が継いだ。法号は義徳院顕理日覚。

## 系譜
父母
- 井上正棠（父）

正室
- 仙石政辰の娘

養子
- 井上正建 - 実弟